# Arts District
Arts District – dzielnica w centrum Dallas, w Teksasie, w Stanach Zjednoczonych, centrum miejskiej sceny sztuk wizualnych i performatywnych. Dzielnica została otworzona w 1984 roku wraz z otwarciem nowego budynku Dallas Museum of Art.
Położona w północno-wschodnim rogu centrum Dallas jest największą ciągłą miejską dzielnicą artystyczną w kraju, obejmującą 118 akrów. Dzielnica szczyci się największą liczbą budynków na świecie zaprojektowanych przez architektów nagrodzonych nagrodami Pritzkera.
Obejmuje dziesiątki restauracji, kawiarni, pubów, sklepów i targowisk. Jedną z większych atrakcji jest Klyde Warren Park – zielony teren zbudowany na podwyższeniu, nad ośmiopasmową autostradą Woodall Rodgers, który łączy Arts District z dzielnicą Uptown.

## Galeria

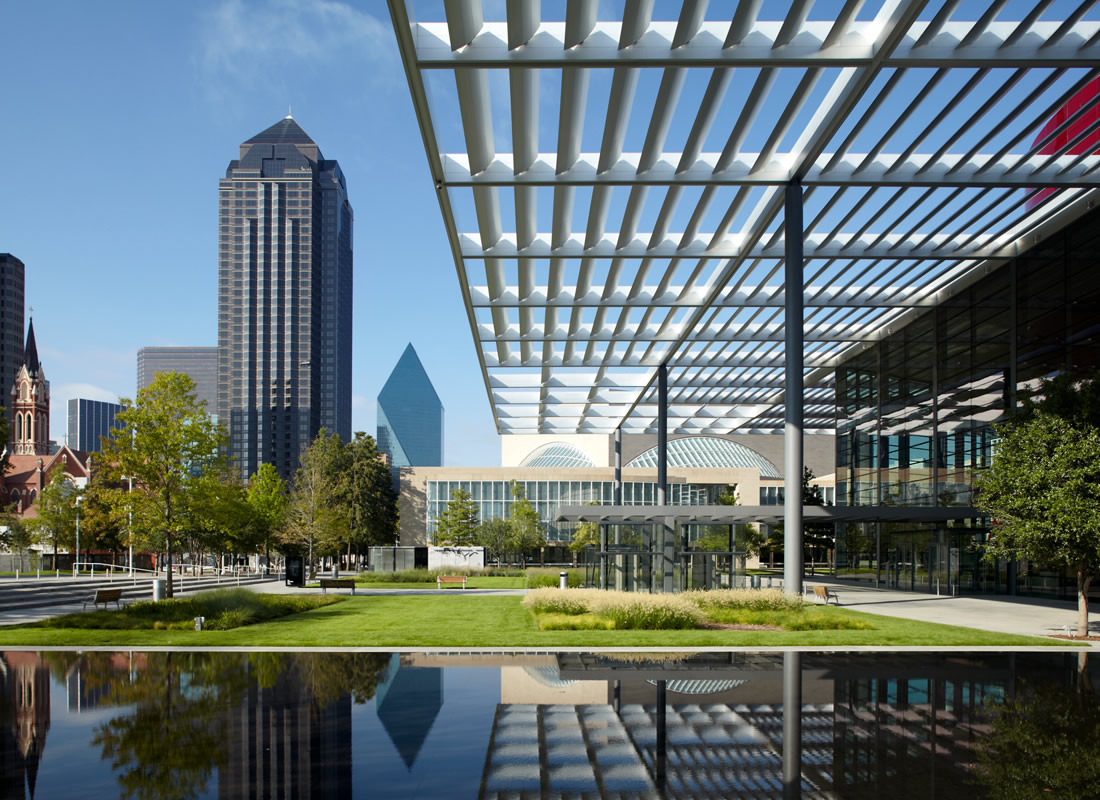
Opera i Centrum Symfoniczne
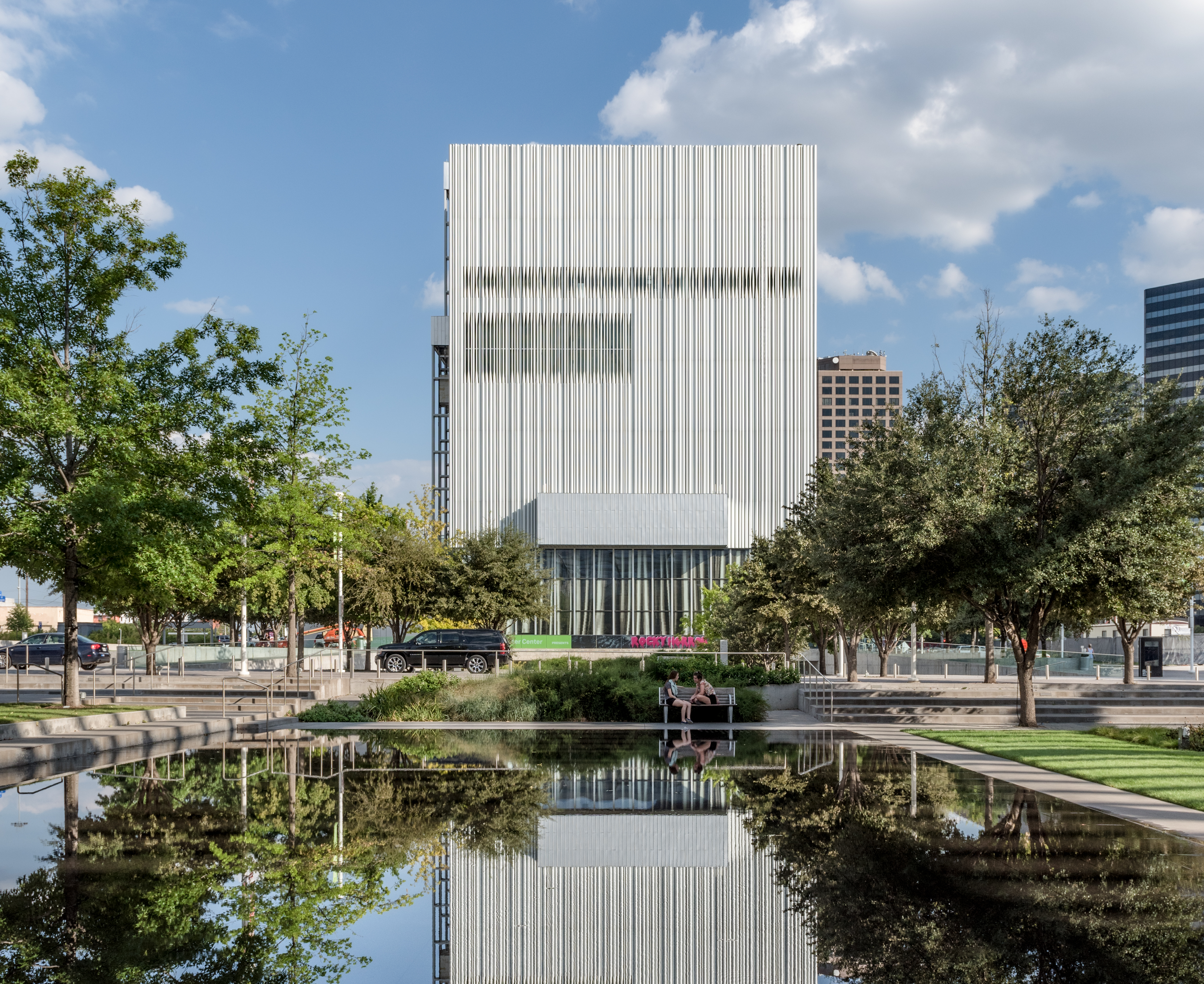
Teatr
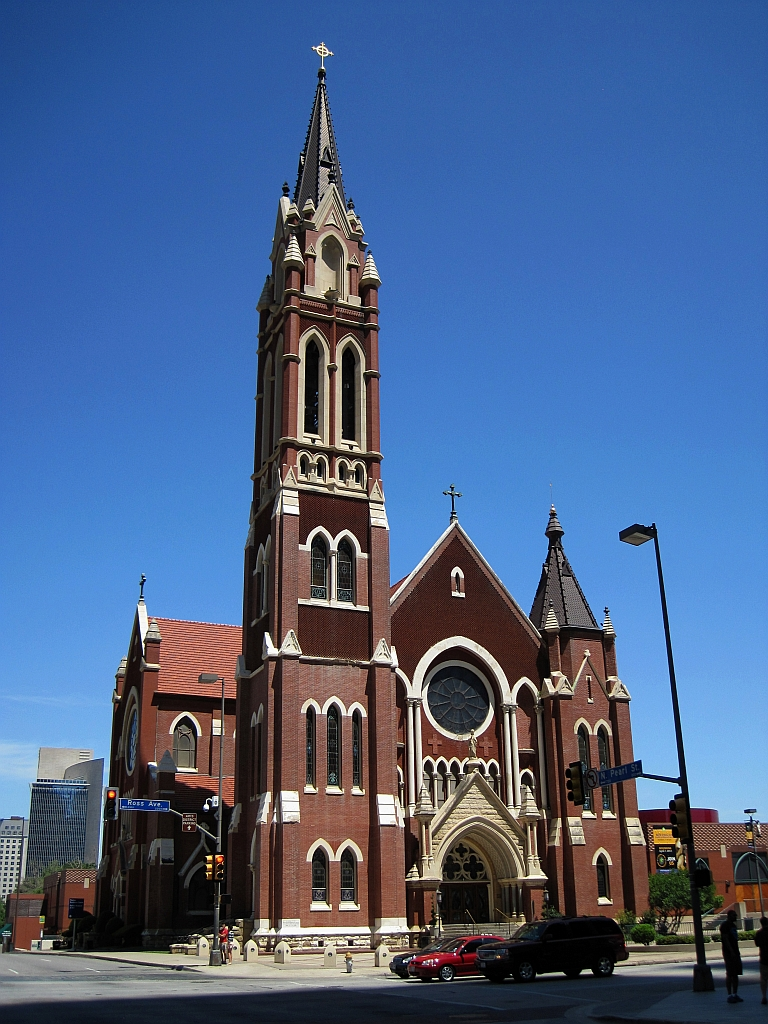
Katedra Matki Bożej z Guadalupe
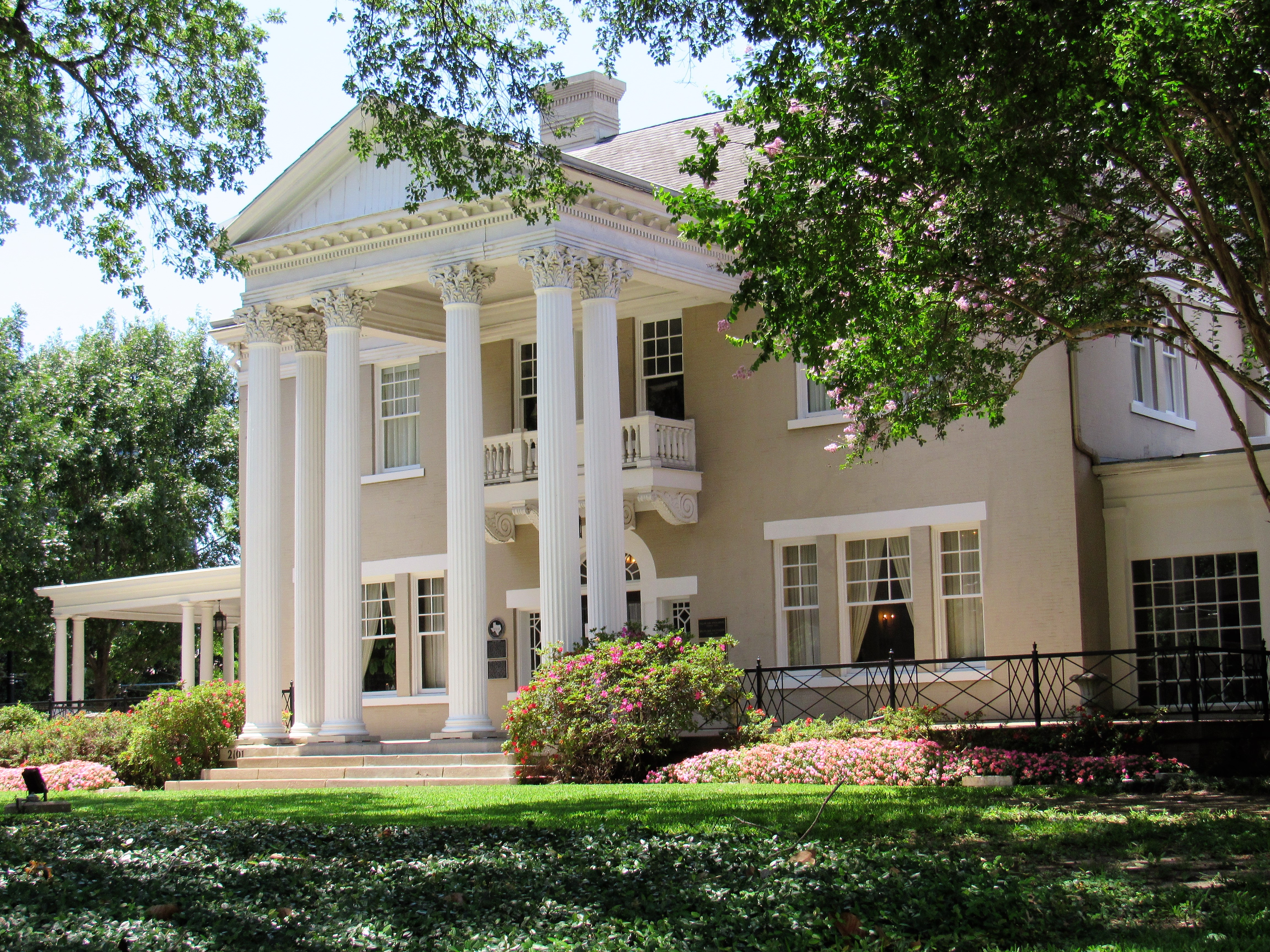
Zabytkowa rezydencja